# Paxillosida
Paxillosida é uma ordem da classe Asteroidea, do filo dos equinodermes. Existem cerca de 255 espécies de paxillosida.

## Famílias
- Astropectinidae Gray, 1840
- Ctenodiscidae Sladen, 1889
- Goniopectinidae Verrill, 1889
- Luidiidae Sladen, 1889
- Porcellanasteridae Sladen, 1883
- Pseudarchasteridae
- Radiasteridae Fisher, 1916

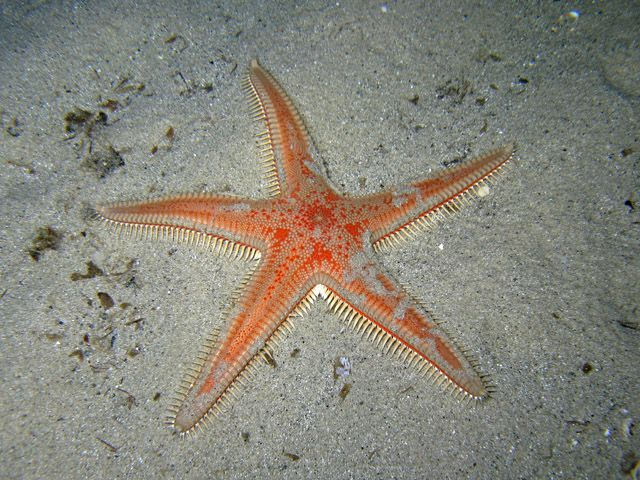
Astropecten aranciacus (Astropectinidae)
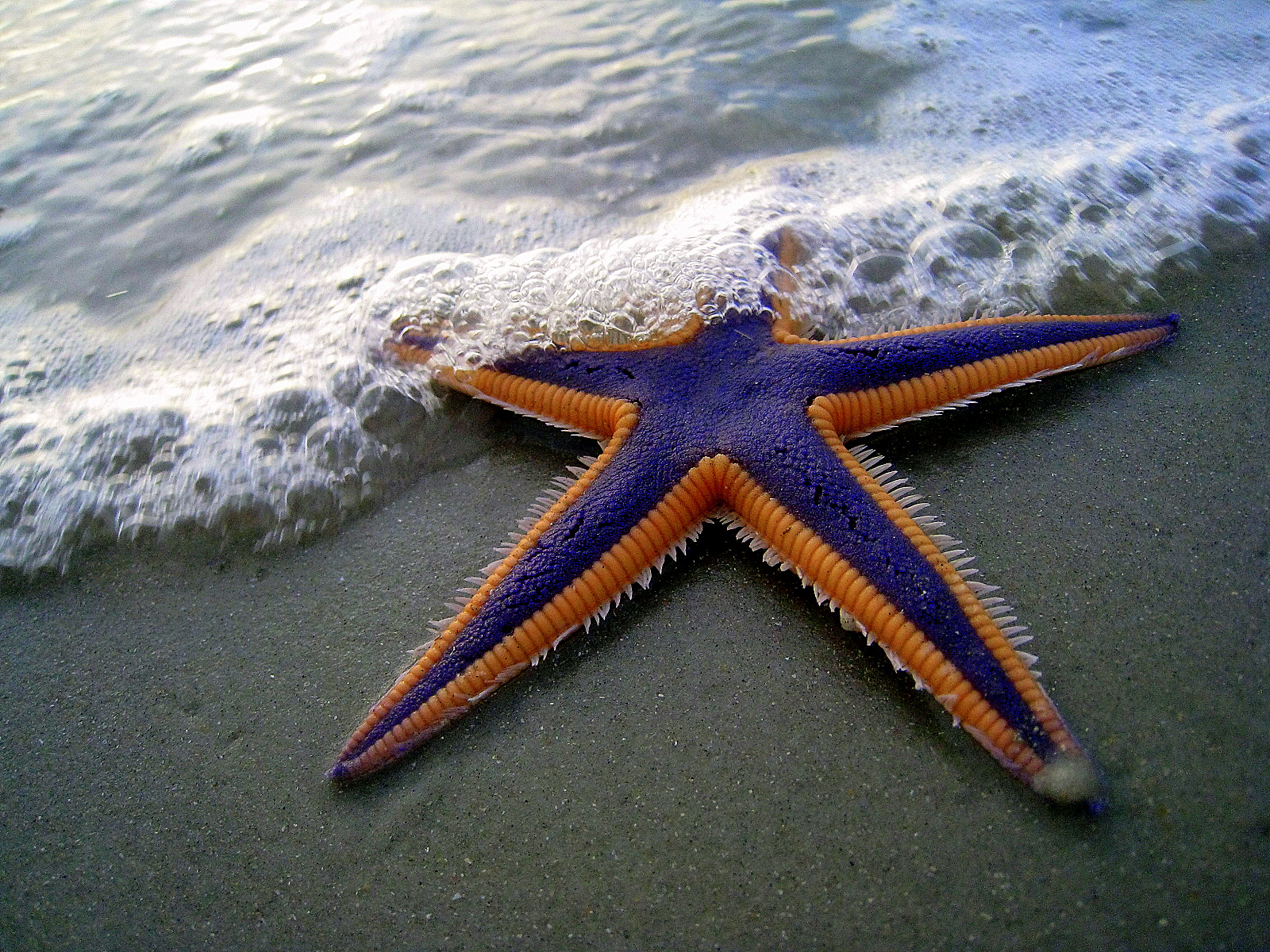
Astropecten articulatus (Astropectinidae)
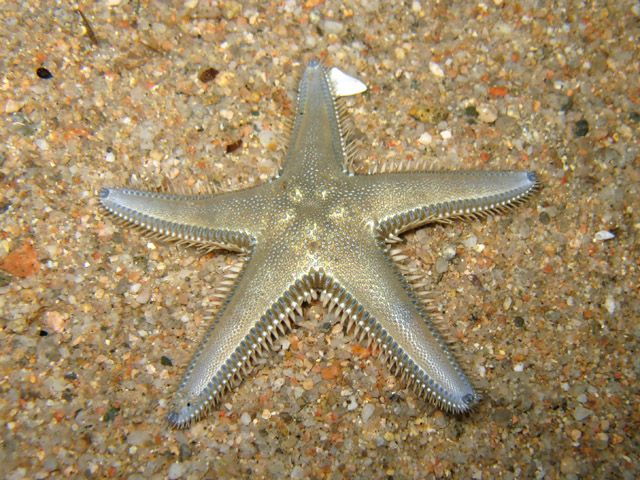
Astropecten platyacanthus (Astropectinidae)
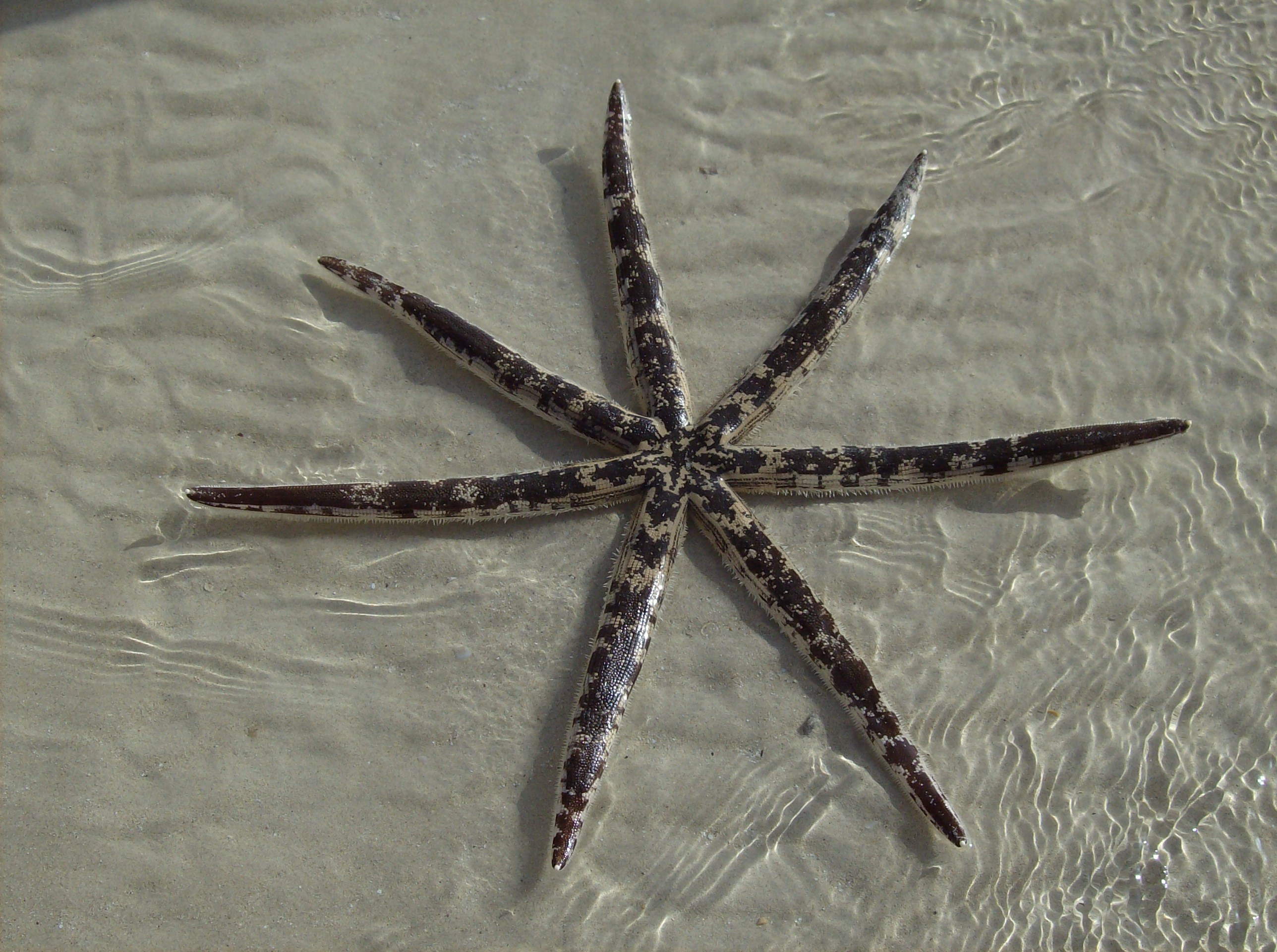
Luidia ciliaris (Luidiidae)
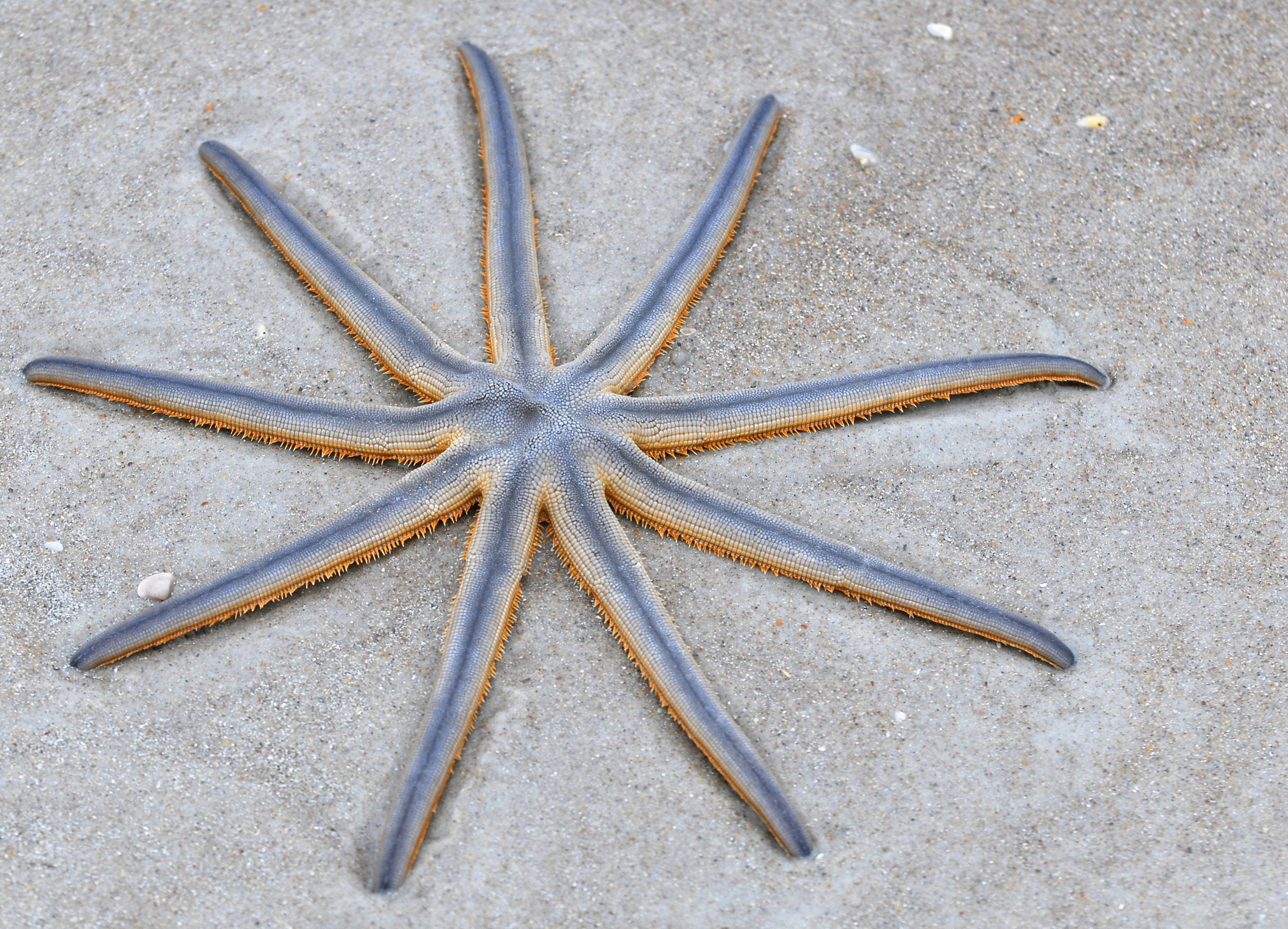
Luidia senegalensis (Luidiidae)
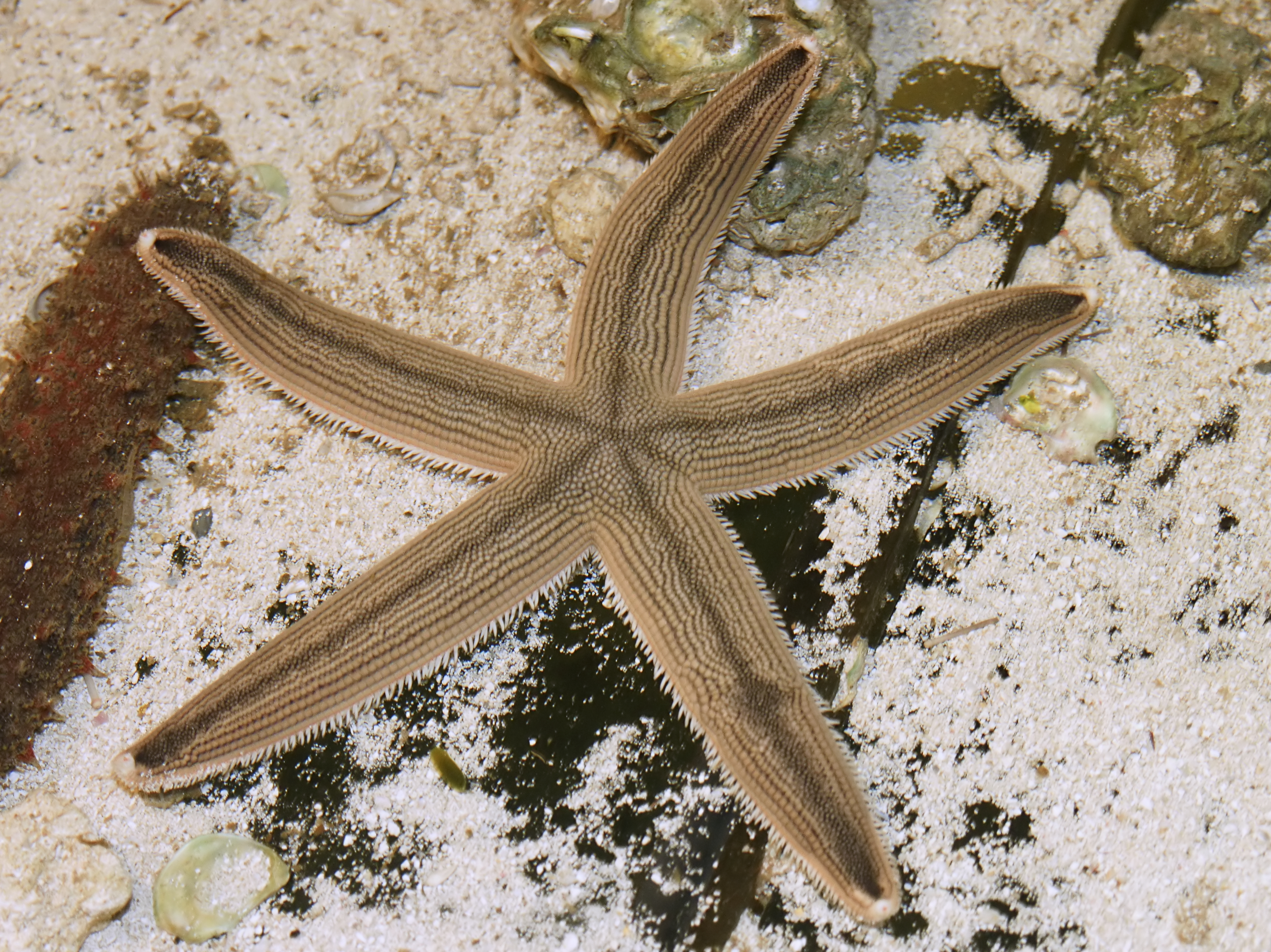
Luidia clathrata (Luidiidae)
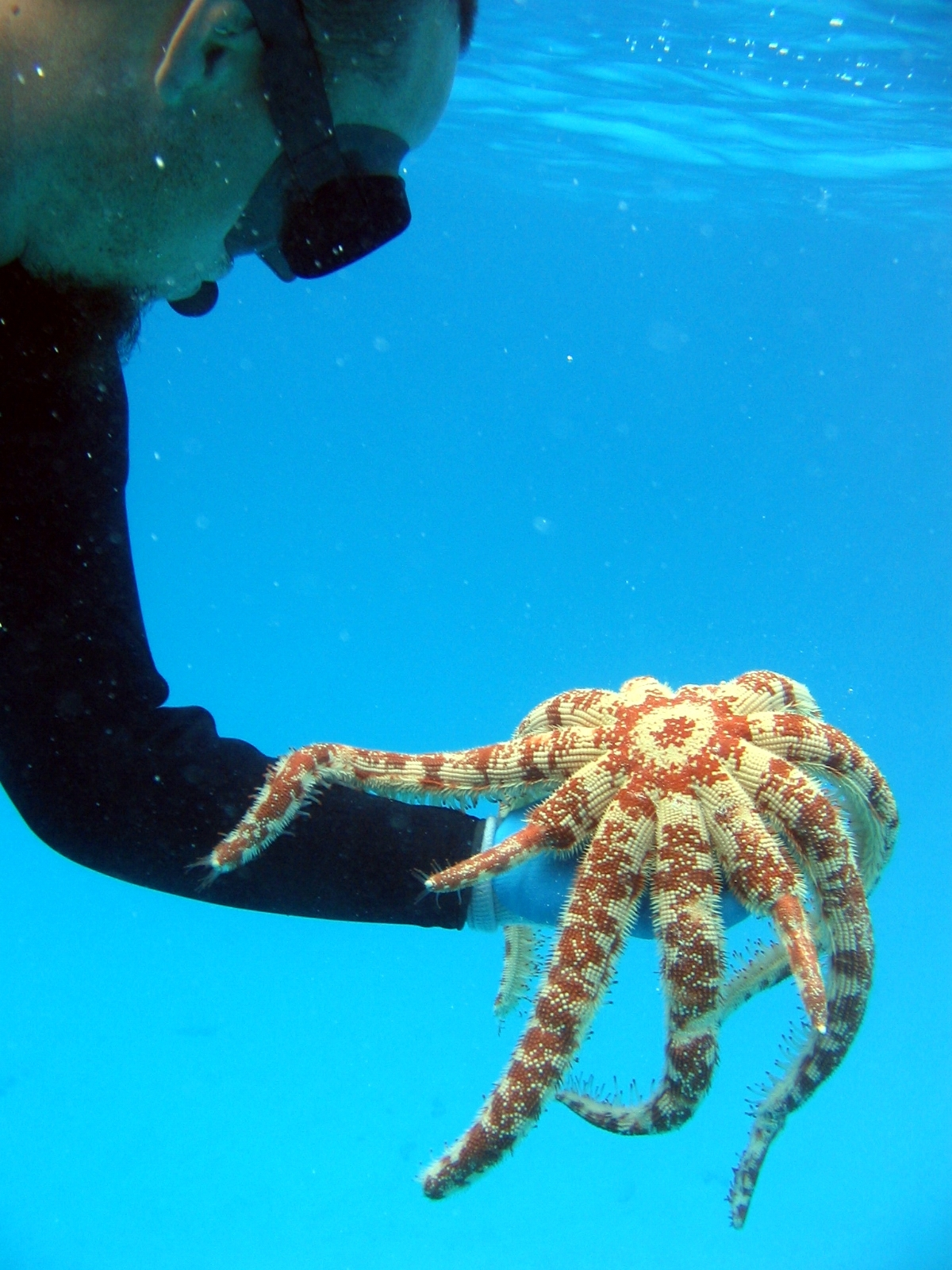
Luidia magnifica (Luidiidae)